# 後藤理沙
後藤 理沙（1983年6月18日—），日本女性演員。出身於福岡縣浮羽郡吉井町（今浮羽市），為四姊妹中的么妹。

## 簡歷
1997年，後藤理沙在小學館青年漫畫雜誌《Weekly Young Sunday》初次亮相。1998年，接拍寶礦力水特的廣告一砲而紅，隨即獲得大量電視連續劇、電影及廣告的演出。後藤理沙當時的所屬事務所是FlaMme，公司將她定位為僅次於廣末涼子及小雪的王牌女星，但是人氣低迷紅不起來，於2002年宣佈引退。
2004年復出，加入JMO事務所。
2005年出版個人寫真集，但是人氣與定位僅為寫真女郎的程度，已難回電視圈成為一般藝人。
2009年因婚二度退出演藝圈。
2012年復出拍攝全裸寫真集《LISA GOTO at NUDE》，但反應遠不如預期。
2013年進軍AV界成為AV女優。
2018年於節目上自曝離婚與26歲時整形的消息。

## 出演

### 電視劇
- 超能少年2（サイコメトラーEIJI2，1999年，
日本電視）
- 新宿暴走救急隊（新宿暴走救急隊，2000年，
日本電視）
- 本家之嫁（本家のヨメ，2001年，讀賣電視）
- ～Xenos～東方神奇（Xenos，2007年，東京電視）

### 電影
- 《玻璃之腦》（ガラスの脳 （页面存档备份，存于），2000年，中田秀夫導演）主角
- 《伊藤潤二之鬼卜怪談》（死びとの恋わずらい （页面存档备份，存于），日2000年，台2007年，澁谷和行導演）主角
- 《野狼[永久]》（Color of Pain ～野狼～，2001年，梁德森導演）配角，合演有黃浩然、尹子維、李燦森、何超儀
- 《不倫的秘密》（ふぞろいな秘密，2007年，石原真理子導演）主角

### 廣告
- 寶礦力水特
- 羅森便利店
- TOPPO

### 寫真集
- 《Go to R》（集英社）
- 《Risa》（近代映画社）
- 《Days》（音樂專科社）
- 《reflect》（Wani Books）
- 《TERRORS－アナザーストリー－》（双葉社）
- 《from here to Reality》（竹書房）
- 《W-trip》（Wani Books）
- 《月刊後藤理沙》（新潮社）
- 《LISA GOTO at NUDE》（講談社）

### 錄影帶・DVD
- 《from here to Reality》（竹書房）
- 《ONE》（マーレ）

### 其他
- NHK教育台『天才兒童MAX』（飾演三六九（ミロク））

## 外部連結
- JMO上的官方網站